# 建南街道
建南街道，是中华人民共和国河北省保定市竞秀区下辖的一个乡镇级行政单位。

## 行政区划
建南街道下辖以下地区：
风帆一区社区、陵园路社区、风帆二区社区、天威南社区、列电社区、江城东路社区、富昌园社区、天威北社区、向阳南社区、电校社区、风帆三区社区、铸机社区、康泽园社区、康欣园南社区和后屯村。